# テスコ・プレミアムサーチ
テスコ・プレミアムサーチ株式会社（英称：TESCO PREMIUM SEARCH Co.,Ltd.）は、東京都千代田区に本社をおく、障害者専門の人材紹介会社である。
エグゼクティブ人材の人材紹介会社、東京エグゼクティブ・サーチ株式会社のグループ会社。

## 概要
- 代表者 石井京子
- 本社所在地 東京都千代田区二番町11-5 番町HYビル6階
- 事業所 大阪オフィス
- 有料職業紹介事業許可番号 13-ユ-303294

## 事業内容
- 障害者人材紹介
- 障害者採用コンサルティング
- 障害者就労に関する各種セミナー、講演会の開催

## 関連協力企業
- 東京エグゼクティブ・サーチ株式会社
- セットパワード・アソシエイツ